# Curicica
Curicica é um bairro da Zona Oeste do município do Rio de Janeiro. Faz limite com os bairros de Jacarepaguá, Barra da Tijuca, Camorim, Taquara e Barra Olímpica.
No bairro, está localizada a quadra da escola de samba GRES União do Parque Curicica, que representa Curicica no carnaval carioca.
É o bairro onde está localizado parte dos Estúdios Globo, o condomínio Cidade Jardim, e a TransOlímpica.
O bairro foi amplamente citado na novela Totalmente Demais (telenovela) da TV Globo sendo local de residência de vários personagens em 2016 e também foi citada de forma humorística como "Avenida Curicica" no programa As Aventuras do Didi de Renato Aragão.
Curicica foi vizinha dos Jogos Olímpicos Rio 2016 e Jogos Paralímpicos de Verão de 2016 na Barra da Tijuca e é vizinha próxima do Parque Olímpico do Rio de Janeiro.
Seu IDH, no ano 2000, era de 0,828, o 71º melhor do município do Rio de Janeiro. É, atualmente, um bairro de maioria classe média e classe baixa.

## História
Corruptela de YA-CURY-YCICA, “A Árvore que Baba”, da família das palmáceas, o nome Curicica designou antiga estrada de Jacarepaguá que dava acesso a baixada fronteiriça ao Morro Dois Irmãos, pela estrada de Guaratiba (atual Estrada dos Bandeirantes).
Existe uma referência à região atual de Curicica num requerimento feito por Gonçalo Correia de Sá por volta do ano de 1622 à Francisco Fajardo, o então governador do Rio de Janeiro. Nela é possível ler o trecho: "(...) começando do dito rio onde fabrica o engenho o que houver de terra até a serra da Curicica, que são dois morros divididos em cima um do outro (...)". Acredita-se que esta é uma referência ao Morro Dois Irmãos.[carece de fontes?]
A área é remanescente de antigos engenhos de cana-de-açúcar, cuja urbanização se deu em 1957, com a implantação do grande loteamento Parque Curicica, de propriedade da Companhia Imobiliária Curicica Limitada, situado entre as estradas dos Bandeirantes, do Calmette, da Curicica, Rua André Rocha e o Rio Guerenguê.
O topônimo Jacarepaguá deriva-se de três palavras do tupi-guarani: yakare (jacaré), upa (lagoa) e guá (baixa) - “a baixa lagoa dos jacarés”. Na época do descobrimento e da colonização, as lagoas da Baixada de Jacarepaguá eram repletas de jacarés, daí o nome.
O bairro se notabiliza pela instalação da cidade cenográfica da Central Globo de Produção, da Rede Globo, conhecida como Projac.